# Mulika Lodge Airport
Mulika Lodge Airport är en flygplats i Kenya.   Den ligger i länet Isiolo, i den centrala delen av landet, 220 km nordost om huvudstaden Nairobi. Mulika Lodge Airport ligger 580 meter över havet.
Terrängen runt Mulika Lodge Airport är platt.  Trakten runt Mulika Lodge Airport är nära nog obefolkad, med mindre än två invånare per kvadratkilometer. Trakten runt Mulika Lodge Airport består i huvudsak av gräsmarker.